# Кузнечиха (Татарстан)
Кузнечи́ха — село на реке Сухая Утка в Спасском районе республики Татарстан, в 54 км к северу от Димитровграда и в 4 км восточнее Суварского городища.

## История
Впервые описана в 1727 году в метрической книге как село Петропавловское (по приделу Покровской церкви, расположенной здесь). К середине XIX века в Кузнечихе, среди прочих, были построены три усадьбы — помещиков Дадиани (из рода грузинских царей), коллежского регистратора Колбецкого, подпоручика Михаила Немировича-Данченко (родственника В. И. Немировича-Данченко) К середине XIX века в Кузнечихе насчитывалось более 1,5 тысяч крепостных крестьян, но уже к 1901 году всех жителей насчитывалось 3 тысячи человек. В 1878 году пожаром уничтожено деревянное здание церкви. Взамен сгоревшему зданию на этом же месте была построена каменная церковь, при советской власти церковь закрыли, колокольню разрушили. В 1904 году была построена церковь Обновления Христа Господня в Иерусалиме, в настоящее время — заброшена.
В 1935—1960 Кузнечиха была центром Кузнечихинского района.

## Население
Национальный состав
Согласно результатам переписи 2002 года, в национальной структуре населения русские составляли  87% из 547 человек.

## Современный период
15 октября 2001 года состоялся первый молебен в частично восстановленном здании церкви.
Современная Кузнечиха состоит из улиц и переулков:
- Больничный городок
- Заречная
- Кооперативная
- Красная Горка
- Молодёжная
- Набережная
- Профсоюзная
- Рабочая
- Раздольная
- Садовая
- Советская
- Советский 1-й (переулок)
- Советский 2-й

## Достопримечательности
- «Каменный цветок» — заброшенная церковь Обновления Христа Господня в Иерусалиме.
- Покровская церковь
- Кузнечихинский музей
- Ниже по течению Утки — археологические раскопки Сувара (некрополь домонгольского периода, начала XIII века)

## Известные люди
В селе родился Дымкин, Александр Михайлович (1902—1975) — советский учёный-геолог.